# Xã Springfield, Quận Cottonwood, Minnesota
Xã Springfield (tiếng Anh: Springfield Township) là một xã thuộc quận Cottonwood, tiểu bang Minnesota, Hoa Kỳ. Năm 2010, dân số của xã này là 120 người.